# Minzier
Minzier ist eine französische Gemeinde im Département Haute-Savoie in der Region Auvergne-Rhône-Alpes.

## Geographie

### Lage
Minzier liegt auf 550 m, etwa 19 Kilometer nordnordwestlich der Stadt Annecy (Luftlinie). Das Dorf erstreckt sich an einem nach Westen geneigten Hang im Tal des Flon über einer breiten Talmulde, östlich der Montagne de Vuache, im Genevois.
Die Fläche des 8,79 km² großen Gemeindegebiets umfasst einen Abschnitt des Genevois. Der Hauptteil des Gebietes wird von der Talmulde des Fornant (rechter Seitenbach der Usses) und von seinem Quellbach Flon eingenommen. Nach Osten erstreckt sich das Gemeindeareal über den Hang von Minzier auf die angrenzende Höhe und nach Nordosten bis auf den breiten Höhenrücken der Montagne de Sion. Hier wird mit 750 m die höchste Erhebung von Minzier erreicht.

### Gemeindegliederung
Zu Minzier gehören neben dem eigentlichen Ortskern auch verschiedene Weilersiedlungen und Gehöfte, darunter:
- Prévy (510 m) auf einer Geländeterrasse am Ostfuß der Montagne de Vuache
- Les Baraques (550 m) am Flon
- Epanezet (590 m) im Tal des Flon
- Chamoux (610 m) im Tal des Flon

### Nachbargemeinden
Nachbargemeinden von Minzier sind Jonzier-Épagny und Vers im Norden, Cernex und Chavannaz im Osten, Marlioz und Contamine-Sarzin im Süden sowie Chaumont und Savigny im Westen.

## Geschichte

### Bevölkerungsentwicklung
| Jahr                       | 1962 | 1968 | 1975 | 1982 | 1990 | 1999 | 2006 |
| Einwohner                  | 295  | 289  | 263  | 312  | 371  | 497  | 702  |
| Quellen: Cassini und INSEE |      |      |      |      |      |      |      |

Mit 1058 Einwohnern (Stand 1. Januar 2022) gehört Minzier zu den kleinen Gemeinden des Département Haute-Savoie. Im Verlauf des 19. und 20. Jahrhunderts nahm die Einwohnerzahl aufgrund starker Abwanderung kontinuierlich ab (1861 wurden in Minzier noch 541 Einwohner gezählt). Seit Mitte der 1970er Jahre wurde jedoch wieder eine markante Bevölkerungszunahme verzeichnet.

## Wirtschaft und Infrastruktur
Minzier ist noch heute ein vorwiegend durch die Landwirtschaft geprägtes Dorf. Daneben gibt es einige Betriebe des lokalen Kleingewerbes. Zahlreiche Erwerbstätige sind Wegpendler, die in den größeren Ortschaften der Umgebung sowie im Raum Annecy und Genf-Annemasse ihrer Arbeit nachgehen.
Die Ortschaft liegt abseits der größeren Durchgangsstraßen, ist aber von der Departementsstraße 992, die von Saint-Julien-en-Genevois nach Frangy führt, leicht zu erreichen. Weitere Straßenverbindungen bestehen mit Savigny, Contamine-Sarzin, Marlioz und Chavannaz. Der nächste Anschluss an die Autobahn 40 befindet sich in einer Entfernung von rund 13 Kilometern.

## Sehenswürdigkeiten
Die Dorfkirche von Minzier erhielt im 19. Jahrhundert ihre heutige Gestalt. Am Hang nördlich des Dorfes steht das Château de Novéry, das ursprünglich aus dem 13. Jahrhundert stammt, im 15. und 17. Jahrhundert jedoch umgestaltet wurde.
Zur modernen Architektur zählt ein nach Plänen von Pascal Häusermann im Jahr 1968 erbautes Gebäude, das sogenannte Maison bulle.

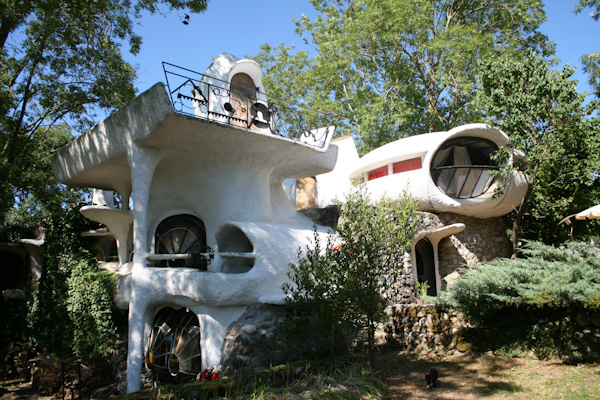
„Maison bulle“